# البانلا
البانلا (به ایتالیایی: Albanella) یک سکونتگاه مسکونی در ایتالیا است که در استان سالرنو واقع شده‌است.

## خصوصیات
البانلا ۳۹ کیلومترمربع مساحت و ۶٬۴۴۱ نفر جمعیت دارد و ۲۰۵ متر بالاتر از سطح دریا واقع شده‌است.